# Смроцьк-Кольонія
Смроцьк-Кольонія (пол. Smrock-Kolonia) — село в Польщі, у гміні Шелькув Маковського повіту Мазовецького воєводства.
Населення — 111 осіб (2011).
У 1975-1998 роках село належало до Остроленцького воєводства.

## Демографія
Демографічна структура станом на 31 березня 2011 року:
|          | Загалом | Допрацездатний вік | Працездатний вік | Постпрацездатний вік |
| -------- | ------- | ------------------ | ---------------- | -------------------- |
| Чоловіки | 54      | 13                 | 36               | 5                    |
| Жінки    | 57      | 17                 | 23               | 17                   |
| Разом    | 111     | 30                 | 59               | 22                   |